# Freemania litoricola
Freemania litoricola är en plattmaskart. Freemania litoricola ingår i släktet Freemania och familjen Leptoplanidae. Inga underarter finns listade i Catalogue of Life.